# 대한민국 대중문화예술상
대한민국 대중문화예술상은 문화체육관광부가 주최하고, 한국콘텐츠진흥원이 주관하는 문화·연예·예술인을 대상으로 하는 상이다. 2010년 제정되었으며, 대중문화예술인들의 사회적 위상을 높이고 그들의 노력과 성과를 격려하기 위해 마련된 정부 포상제도다. 포상 대상은 대중문화예술인 및 대중문화예술산업 종사자로, 포상 부문은 문화훈장, 대통령표창, 국무총리표창, 문화체육관광부장관표창이다. (신설된 2010년 첫 해에는 한국콘텐츠진흥원장표창 부문이 있었으나 2011년도부터는 이 부문에 대해서는 시상하지 않고 있다.)
이중 문화훈장은 문화예술 발전에 공적이 뚜렷한 인사들을 대상으로 수여하며 총 5등급이 있다. 1등급은 금관(金冠), 2등급은 은관(銀冠), 3등급은 보관(寶冠), 4등급은 옥관(玉冠), 5등급은 화관(花冠) 문화훈장이다.

## 심사 및 시상
대국민 자유 추천공모에 의해 추천된 대중문화예술산업종사자를 대상으로 학계·업계·언론 등 다양한 분야의 전문가집단으로 구성된 추천위원회와 심사위원회의 심사를 통해 후보자를 선정한다. 이후 문화체육관광부 홈페이지를 통해 공개검증하여 4개부문 30명 내외의 시상이 이루어진다. 시상 기준은 공적 기간, 국내외 활동 및 업적, 업계 기여도, 사회공헌 등이다.

## 역대 수상자 및 공적요지

### 2010년
5개 부문 31명 수상
| 부문                    | 수상자                | 공적요지 |
| ----------------------- | --------------------- | --- |
| 보관문화훈장            | 배우 신구             | - 1962년 서울예술대학의 전신에 1기로 입단하여 연극 <소>로 연예계에 대뷔한 이후, <파계>, <동심초>, <파우스트> 등 다수의 영화, TV 드라마, 연극 작품에 출연하며 지난 50여년 동아 대중문화예술 발전에 기여함                                                |
| 보관문화훈장            | 성우 고은정           | - 1954년 KBS 공채 성우 1기로 입문, 1956년 KBS <청실홍실.로 데뷔하여 1,000여 편의 작품에서 목소리로 열연하며 대중문화예술 발전에 기여함. 서울예대와 방송아카데미에서 학생들을 가르치며 후진 양성에 힘쓰고 있으며, 방송 및 영화 극본을 쓰며 작가로도 활동 |
| 보관문화훈장            | 코미디언 임희춘       | - 1952년 극단 동협에 입단하여 <웃으면 복이와요> 등 다수의 코미디 프로그램에 출연하며 대중들에게 웃음을 선사한 원로 코미디언으로 코미디 산업 및 대중문화예술 발전에 기여함. 1995년 <사>대한노인복지후원회를 설립하여 노인복지에 이바지함                 |
| 대통령 표창             | 가수 故신세영         | - 1948년 ‘로맨스항로’로 데뷔. ‘전선야곡’ 등 명곡들을 노래하였고, 60년대에 들어서면서 작곡도 병행하며 대중음악향상에 기여함. 원로가수 복지와 권익, 대한가수협회 재건에 이바지함                                                                          |
| 대통령 표창             | 가수 윤형주           | - 1968년 ‘트윈폴리오’로 데뷔하여 ‘조개껍질묶어’ 등 이십 여곡의 히트곡을 작사•작곡하며 한국 통기타 음악을 개척함. 한국포크송협회를 설립, 통기타 가요제와 축제를 개최하여 한국 대중음악 장르간의 균형발전에 기여함                                        |
| 대통령 표창             | 가수 주현미           | - 1985년 ‘비내리는영동교’로 공식데뷔, ‘신사동 그사람’ 등 수많은 히트곡을 발표하며 한국 전통가요 발전에 기여하였고 ‘한중 합동 연변공연’ 참가 등 중국과의 국제교류에 이바지함                                                                             |
| 대통령 표창             | 연주가 이호준         | - 1973년 연주를 시작한 이후 현재까지 조항조, 남진 등 가수 앨번에 편곡 및 연주로 참가하였고 ‘친구여’ 등의 명곡을 작곡하면서 한국 대중음악 활성화에 기여함. 한국의 대중음악을 대외적으로 알리는 데에 이바지함                                             |
| 국무총리 표창           | 배우 정혜선           | - 1960년 KBS 공채 1기 탤런트로 데뷔하여 좋은 연기를 보여주며 대중문화예술 발전에 공헌함. 2005년 중국 북경현대음악예술대학교 명예교수로 위촉되어 차세대 한류열풍의 주역들을 발굴하는데 기여함                                                            |
| 국무총리 표창           | 성우 배한성           | - 1966년 동양방송 2기 성우로 데뷔하여 <맥가이버> 등 다수의 작품을 통해 대중에게 가장 사랑받는 성우 중 한 명으로 거듭났으며, TV방송과 라디오 방송의 MC로 다양한 분야에서 활동하며 대중문화예술 발전에 기여함                                             |
| 국무총리 표창           | 애니메이션PD 故민영문 | - 1987년 KBS에 입사, 비 선호 분야인 애니메이션의 PD로 활동하면서 <달려라 하니>, <영심이> 등 2천여 편 이상의 애니메이션을 기획, 연출, 프로듀서, 총감독 하며 한국애니메이션 발전에 기여함                                                                 |
| 국무총리 표창           | 코미디언 남성남       | - 1968년 MBC 코미디언으로 데뷔, <웃으면 복이와요> 등에 출연하며 한국 방송 코미디의 선구자로 코미디 산업의 발전에 기여함, 적극적 사회봉사활동으로 사회복지에 이바지함                                                                                    |
| 국무총리 표창           | 배우 김해숙           | - 1974년에 데뷔하여 <겨울연가> 등 TV드라마와 <친정엄마> 등 영화 분야에서 활발히 활동하며 대한민국을 대표하는 어머니의 이미지로 한국 대중의 정사함양 및 대중문화예술 발전에 기여함                                                                       |
| 국무총리 표창           | 연주가 김춘광         | - 1965년 ‘부산 문화방송 악단’입단을 시작으로 대중음악 발전에 기여함. 우리나라 대중음악의 대외적 위상을 높였으며, ‘오! 통일 코리아’ 평양공연 등을 통해 국제교류에도 이바지함                                                                             |
| 국무총리 표창           | 가수 이선희           | - 1984년 ‘J에게’로 <강변가요제>에서 대상을 수상하며 데뷔, 시원한 가창력을 바탕으로 ‘아! 옛날이여’ 등 수많은 히트곡을 발표하며 한국을 대표하는 국민가수로서 대중음악 발전에 기여함                                                                       |
| 문화체육관광부장관 표창 | 배우 정준호           | - 1995년 MBC 공채 탤런트로 데뷔하여 TV와 영화 분야에서 활발한 활동을 통해 대중문화발전에 공헌하였고, 수년간 사랑의 밥차를 운영하며 소외계층을 위한 사회 복지에도 기여함                                                                                 |
| 문화체육관광부장관 표창 | 연주가 이정식         | - 1983년 데뷔한 이래, 대중음악 및 재즈 연주인으로서 국내외 공연에 수차례 참가하며 대중음악 발전에 기여하였고, 후학양성에도 이바지함 |
| 문화체육관광부장관 표창 | 만화가 원수연         | - 1987년 데뷔, 다수의 히트 만화를 연재한 인기 만화가이며, 드라마 <풀하우스>, <매리는 외박중>의 원작자로 대중문화발전과 한류열풍에 이바지함 |
| 문화체육관광부장관 표창 | 만화가 윤태호         | - 1988년 만화계에 입문하여 <비상착륙>으로 데뷔한 이래 다수의 작품을 연재하며 대중문화발전에 기여하였으며, ’07년 연재작 <이끼>가 영화화 되면서 영화산업 발전에도 이바지함                                                                                |
| 문화체육관광부장관 표창 | 가수 슈퍼주니어       | - 2005년 데뷔 국내외에서 다수의 앨범을 발매하였고, 댄스 뿐 아니라 트로트 등의 새로운 시도를 하며 대중문화발전에 적극적으로 기여하는 한편, 한류의 중심에서 중국, 대만, 태국 등지에서 K-POP의 세계화에 이바지함                                           |
| 문화체육관광부장관 표창 | 성우 송도영           | - 1970년 MBC 성우로 데뷔, <은하철도 999>의 메텔로 대중에게 친숙한 성우로, 라디오 드라마, 외화, 만화, DJ로 다양한 활동을 하며 대중문화발전에 기여함 |
| 문화체육관광부장관 표창 | 가수 빅뱅             | - 2006년 데뷔 이래 국내외에서 다수의 앨범을 발매하고 수차례의 단독 콘서트를 개최하며 한국대중문화발전에 기여하는 한편, 한류열풍의 주역으로서 한국 대중음악의 해외 전파에 이바지함                                                                       |
| 문화체육관광부장관 표창 | 코미디언 배일집       | - 1971년 TBS 데뷔, <유머극장>, <폭소대작전> 등 수많은 코미디 프로그램에서 출연하며 한국코미디 분야의 발전에 공헌하였으며, 주월한국군 위문공연, 양로원 위문공연 등 사회 복지에도 적극적 활동                                                             |
| 문화체육관광부장관 표창 | 가수 마야             | - 2003년 ‘진달래 꽃’ 에 곡을 붙인 락음악으로 데뷔한 이래 뛰어난 가창력을 선보이며 락음악의 대중화에 기여하였으며, 수차례 해외 공연에 참가하여 국내 음악을 해외에 알리는 데 이바지함                                                                     |
| 문화체육관광부장관 표창 | 코미디언 김병조       | - 1975년 TBC 데뷔, TV쇼 및 영화 등 다양한 활동을 통해 대중문화 발전에 기여하였으며, 2009년에는 생명 나눔 실천본부 홍보대사로 위촉되어 장기기증 인식 개선에 이바지함                                                                                     |
| 문화체육관광부장관 표창 | 배우 김미숙           | - 1979년 KBS 공채탤런트로 데뷔, 영화와 TV드라마분야에서 좋은 연기로 대중문화발전에 기여하였으며, 기부 등 사회 공헌에도 적극적 활동 |
| 문화체육관광부장관 표창 | 연주가 김광석         | - 1976년 밴드 HE-5로 데뷔, 수많은 앨번의 세션 활동과 국내외 공연 참가를 하며 기타연주의 대중화 및 대중음악 발전에 기여함 |
| 한국콘텐츠진흥원장 표창 | 배우 김태희           | |
| 한국콘텐츠진흥원장 표창 | 배우 손현주           | |
| 한국콘텐츠진흥원장 표창 | 작곡가 김형석         | |
| 한국콘텐츠진흥원장 표창 | 가수 박상민           | |
| 한국콘텐츠진흥원장 표창 | 가수 유열             | |

### 2011년
5개 부문 33명 수상
| 부문                    | 수상자              | 공적요지 |
| ----------------------- | ------------------- | --- |
| 은관문화훈장            | 가수 하춘화         | - 1961년 최연소 가수로 데뷔, 50년간 왕성한 음악 활동으로 1800여회 이상의 개인 최다 공연으로 기네스북에 등재됨은 물론 많은 사회봉사로 사회 공헌 활동에 앞장섬                                                                                                  |
| 은관문화훈장            | 배우 신영균         | - 1960년 영화 <과부>로 데뷔 후 <빨간 마후라>, <딸부자집>등 총 294편의 영화에 출연하며 한국영화 전성기 시대를 이끈 주역, 영화관 명보극장을 사회에 기부하는 등 대한민국 영화산업발전에 기여                                                                     |
| 은관문화훈장            | 프로듀서 이수만     | - 1989년 SM기획을 설립하여 한국엔터테인먼트업계 최초로 체계적인 시스템을 도입하여 동방신기, 슈퍼주니어, 소녀시대, 샤이니 등 한류열풍의 핵심인 최고 아티스트를 기획                                                                                            |
| 보관문화훈장            | 음악인 신중현       | - 1958년 기타리스트로 데뷔, <님아>, <월남에서 돌아온 김상사>, <님은 먼 곳에> 등 숱한 히트곡을 작곡하며 가수, 작곡자, 프로듀서로 한국 대중음악의 스펙트럼확장에 지대한 공을 세움                                                                               |
| 보관문화훈장            | 성우 오승룡         | - KBS 1기 성우로 데뷔, 한국 최초 라디오 연속방송극 <청실홍실>과 60년대 사회 비리를 고발한 <오발탄>의 라디오 DJ를 맡으며 데뷔이후 23,655시간에 이르는 공중파 라디오 방송을 진행한 대표 성우                                                                    |
| 보관문화훈장            | 방송작가 유호       | - 대한민국 1세대 방송작가로서, 신라의 달밤, 이별의 부산 정거장 등 수많은 대중가요를 작사하며 대중문화예술 발전에 기여함 |
| 대통령 표창             | 프로듀서 양현석     | - 1996년 YG엔터테인먼트를 설립하여 세븐, 빅뱅, 2NE1 등의 가수를 양성 배출, 독특한 경영마인드를 통한 새로운 트렌드를 이끌어가고 있음 |
| 대통령 표창             | 배우 이병헌         | - 1991년 KBS 공채 탤런트로 데뷔하여 다양한 변신과 뛰어난 연기력으로 국민배우로 성장, 영화 <달콤한 인생>이 칸 국제영화제에 초청되면서 세계 영화인들의 주목을 받았으며 할리우드 영화 <지. 아이.조>등 다수의 작품을 통해 국내와 해외에서도 많은 사랑을 받고 있음 |
| 대통령 표창             | 모델 도신우         | - 1968년 국내 최초 프로 남성 모델로 데뷔, 이후 모델센터 설립 후 약 1,000여명의 모델을 배출해 대중문화예술 발전에 기여함 |
| 대통령 표창             | 영화감독 홍상수     | - 1996년 영화 <돼지가 우물에 빠진 날>로 데뷔, 영화 <오! 수정>, <생활의 발견>등을 통해 대중에게 강한 인상을 남기며 2010년 칸 영화제에서 <하하하>로 ‘주목할 만한 시선’ 대상을 수상                                                                              |
| 대통령 표창             | 가수 김건모         | - 1992년 ‘잠 못드는 밤 비는 내리고’로 데뷔한 후 ‘핑계’ ‘잘못된 만남’ 등 국민들의 폭발적인 호응을 얻어 단일 음반 판매 280만장의 국내 기네스 신기록을 보유하며 대한민국 대표 뮤지션으로 자리매김                                                                |
| 대통령 표창             | 코미디언 남철       | - 1972년 TBC 코미디언으로 데뷔 후 <웃으면 복이 와요>, <장군멍군 코미디쇼> 등 다수의 프로그램에 출연하며 대중들에게 큰 웃음을 선사한 원로 코미디언으로 코미디 산업발전에 기여함                                                                                |
| 대통령 표창             | 프로듀서 박진영     | - 1999년 JYP엔터테인먼트 설립 god, 비, 원더걸스, 2PM 등의 가수를 발굴하고 미국 음반시장에 진출, 아시아 작곡가 최초로 빌보드 차트 TOP 10앨범에 곡이 수록되는 등 한국 대중음악의 해외진출을 위해 기여함                                                         |
| 국무총리 표창           | 가수 소녀시대       | - 2007 데뷔 이후, 백만장이 넘는 음반 판매량을 기록하며 K-POP을 대표하는 걸그룹으로 국내는 물론 세계적으로도 큰 사랑을 받고 있음 |
| 국무총리 표창           | 라디오 DJ 김기덕    | - 1973년부터 ‘2시의 데이트’ DJ를 맡아 22년간 진행, 7,000회 돌파 기네스북을 인정받음. 광복이후 대중문화를 빛낸 BEST 20인상 등을 수상 |
| 국무총리 표창           | 연주자 심성락       | - 1950년대부터 아코디언 연주자로 활동하며 당시 대중가요음반의 90%이상에 참여함은 물론 세게 최고의 아코디언 연주자 리차드 갈리아노와 협연하며 한국의 대중음악 수준을 높이는데 이바지                                                                           |
| 국무총리 표창           | 가수 정수라         | - 1974년 CM송, ‘종소리’로 데뷔 후 ‘아! 대한민국’ ‘환희’ 등 수많은 히트곡을 발표하였고 수많은 해외 공연을 통해 교민들에게 용기를 북돋아 줌, 또한 음반 밀리언셀러로서 음악 산업의 활성화에 기여함                                                               |
| 국무총리 표창           | 드라마제작자 이진석 | - 1999년 드라마 제작사를 설립한 이후 <식객>, <자이언트>, <마이더스> 등 인기 드라마를 제작하였으며 사전제작이라는 패러다임을 최초로 도입하여 드라마 제작환경 개선에 기여                                                                                       |
| 국무총리 표창           | 영화제작자 신철     | - 1988년 신씨네를 설립, 한국영화 최초로 컴퓨터 그래픽을 도입한 영화 <구미호>와 <은행나무 침대> 등을 제작하여 한국영화 발전에 기여함 |
| 국무총리 표창           | 성우 김수희         | - <남남북녀>, <즐거운 우리집> 등 많은 작품에 출연한 48년 경력의 배터랑 성우로 후배 성우들의 복지 증진에 힘쓰며, 사랑의 전화 상담원으로 활동하는 등 다양한 사회 공헌 활동을 함                                                                                 |
| 국무총리 표창           | 배우 유동근         | - 1983년 영화 <인간시장>을 시작으로 50편의 작품에 출연하였고, <용의눈물>, <명성황후> 등의 드라마를 통해 중후한 이미지로 많은 사랑을 받으며 역사 드라마의 호황기를 선도한 대표 남자 배우로 평가받고 있음                                                       |
| 문화체육관광부장관 표창 | 가수 제국의아이들   | - 2010년 데뷔 이후 국내 TV 예능, 음악 프로그램 등에서 활발하게 활동중이며 세계적인 음반회사인 워너뮤직 차이니스 만다린 그룹, 소니뮤직과 계약을 체결 |
| 문화체육관광부장관 표창 | 배우 전인화         | - 1985년 드라마 <초원에 뜨는 별>로 데뷔 드라마 <여인천하>, <제빵왕 김탁구> 등에 출연, 다양한 캐릭터를 소화하는 한편 국제 구호 단체 기아대책 홍보대사로도 활동하며 사회공헌 활동에도 매진                                                                      |
| 문화체육관광부장관 표창 | 성우 서혜정         | - 애니메이션 <독수리 오형제>, <전재소년>, <구기X파일>을 통해 목소리 연기를 선보였으며 시각 장애인을 위한 화면 해설 등의 다양한 사회공헌 활동으로 대중문화예술인으로 모범이 됨                                                                                 |
| 문화체육관광부장관 표창 | 가수 씨엔블루       | - 2010년 데뷔 15일 만에 ‘외톨이야’로 오리콘 차트 1위를 석권하며 큰인기를 누렸으며, 국내와 일본을 오가며 활발히 활동 |
| 문화체육관광부장관 표창 | 가수 비스트         | - 2009년 데뷔한 이후 발표한 음반마다 각종 차트 1위를 휩쓸며 정상급 아이돌로 자리매김. 태국, 대만, 일본 등에서 큰 인기를 끌며 수많은 아시아 팬미팅을 개최 한류전파에 이바지                                                                                    |
| 문화체육관광부장관 표창 | 작곡가 김기표       | - ‘신중현과 더맨’, ‘검은 나비’ 등의 그룹사운드로 활동하였으며, ‘내 마음 다신곁으로’ ‘사랑은 차가운 유혹’ 등을 작곡하면서 수많은 히트곡 제작, 현재는 후학 양성에 매진                                                                                          |
| 문화체육관광부장관 표창 | 배우 장근석         | - 1993년 아동복 모델로 데뷔하였으며 드라마 <황진이>, <베토벤 바이러스>, <미남이시네요> 등 다양한 캐릭터를 소화하며 연기력 입증 매력적인 외모와 연기로 한류스타로 활동하며 최근 일본과 중국 등에서 가장 인기있는 스타로 대중문화의 위상을 높임                 |
| 문화체육관광부장관 표창 | 코미디언 김병만     | - 2012년 KBS 개그맨으로 데뷔 탄탄한 연기력을 바탕으로 대한민국 전통 코미디 계보를 잇는 개그맨으로 다양한 장기와 재주는 물론 성실성과 끈기를 대표하는 개그맨으로 평가                                                                                          |
| 문화체육관광부장관 표창 | 가수 애프터스쿨     | - ‘너 때문에’, ‘뱅’ 등을 연달아 히트시켰으며 오렌지 캬라멜, 블루 레드 등의 유닛활동으로 올해 6월 일본 진출에 성공하며 본격적인 아시아 원정에 나섬 |
| 문화체육관광부장관 표창 | 코미디언 이경실     | - <웃으면 복이 와요>등으로 큰 인기몰이. 24년 간 꾸준한 활동으로 전국민에게 웃음을 주는 대표 개그우먼으로 자리매김 |
| 문화체육관광부장관 표창 | 녹음엔지니어 이태경 | - 조용필, 이미자, 송골매, 이선희 등 대표 국민가수들의 앨범에 참여하였고, 44년간 녹음예술의 길을 걸어오며 대중음악 발전에 기여함 |
| 문화체육관광부장관 표창 | 배우 송일국         | - 1998년에 데뷔, <애정의 조건>, <해신>, <바람의 나라> 등 장르를 넘나드는 드라마에서 좋은 연기를 보여줌, 특히 세계 각국으로 수출된 드라마 <주몽>을 통해 원조 한류 배우로 인정받음                                                                              |

### 2012년
6개 부문 31명 수상
| 부문                    | 수상자               | 공적요지 |
| ----------------------- | -------------------- | --- |
| 은관문화훈장            | 영화제작자 김기덕    | - 제69회 베니스영화제에서 <피에타>로 황금사자상을 수상하여 한국 영화사의 새로운 전기를 마련하고, 국제적 위상을 높이는 데 크게 기여함                                                                     |
| 은관문화훈장            | 가수 금사향          | - 한국 전쟁 기간 동안 종군 연예단에서 전쟁터 위문 공연으로 어려운 시기에 나라에 공헌함. <홍콩아가씨>, <님 계신 전선> 등의 히트곡이 있으며 한국의 가요 발전에 기여함                                      |
| 은관문화훈장            | 배우 윤일봉          | - 50~70년대 한국영화의 발전을 이끌어간 대표 멜로배우로서 현재가지 한국영화배우협회 명예회장으로 감독, 배우, 영상 등 다양한 분야를 지원하며 대중문화 발전에 이바지함                                      |
| 은관문화훈장            | 드라마작가 김수현    | - 한국 홈 멜로드라마를 창시하고, 역대 최고 드라마 시청률 기록을 보유하고 있는 한국 드라마의 대모이자 산증인                                                                                              |
| 보관문화훈장            | 공연제작자 송승환    | - 1964년 데뷔 이후 30여 편의 드라마, 연극 등을 통해 실력파 배우로 인정받음. 이후 넌버벌퍼포먼스 <난타>를 제작하여 한국 최초로 공연 수출을 하는 등 한국 대중문화의 경쟁력을 높임                          |
| 보관문화훈장            | 배우 나문희          | - 1961년 데뷔 이후 100편에 가까운 드라마와 영화에서 다양한 캐릭터를 아우르는 깊이 있는 연기로 대중들에게 감동을 주면서 주연급 중년 여성 연기자로서의 귀감이 되고 있음                                    |
| 보관문화훈장            | 가수 송창식          | - 7080세대의 ‘포크록의 대부’로 불리며, 40년 활동기간 동안 가장 한국적인 록음악을 대중들에게 들려주는데 기여함                                                                                            |
| 옥관문화훈장            | 배우 이정진          | - 제69회 베니스영화제에서 황금사자상을 수상한 <피에타>의 주연으로 탁월한 연기력을 선보이면서 작품의 사상에 기여하고 한국 영화의 국제 위상을 높임                                                         |
| 옥관문화훈장            | 배우 조민수          | - 제69회 베니스영화제에서 황금사자상을 수상한 <피에타>의 주연으로 카리스마 있고 열정적인 연기로 작품의 완성도를 높여 한국 영화의 국제위상 제고에 기여함                                                  |
| 옥관문화훈장            | 가수 싸이            | - 2012년 ‘강남스타일’ 뮤직비디오가 유튜브에서 5억회 이상의 조회수를 기록하고, 세계 각국 음원차트에서 1위를 기록하며 K-POP 해외진출의 새로운 전기를 마련함                                                |
| 대통령 표창             | 가수 박성연          | - 척박한 우리나라 재즈계에서 최초의 재즈 클럽 ‘야누스’를 만들어 운영하면서, ‘재즈계의 대모’로 불리고 후배 재즈뮤지션들에게 귀감이 되고 있음                                                              |
| 대통령 표창             | 성우 유강진          | - 1964년 TBC(구, 동양방송)성우 1기로 데뷔하여, 6편의 애니메이션과 300여편의 라디오 드라마, 500여 편의 TV외화 더빙에 차여하며 ‘아우라를 가진 목소리’로 인정받는 대한민국 대표 성우                        |
| 대통령 표창             | 작곡가 안치행        | - 1972년 그룹 영사운드로 데뷔하고, 1975년 ‘안타음반’을 설립해 주현미, 나훈아 등 유명가수들의 음반제작과 작곡으로 70~80년대를 상징하는 대표 히트곡들을 창작함                                             |
| 대통령 표창             | 코미디언 이용식      | - 뽀식이 아저씨라는 캐릭터로 남녀노소를 불문한 대중들에게 사랑받으면서, 30년 넘게 한결 같이 한국 코미디 발전을 위해 헌신함                                                                               |
| 대통령 표창             | 배우 한석규          | - <접속>, <쉬리> 등의 작품에서 편안한 인상과 부드러운 카리스마를 통해 ‘멜로연기의 황제’로 인정받으면서 한국영화의 르네상스 시대라 불리던 90년대를 이끌어간 명배우                                        |
| 대통령 표창             | 영화제작자 심재명    | - 1989년부터 31편의 작품을 기획 및 제작하며, 뛰어난 선구안으로 흥행하기 어려운 장르, 소재, 시나리오를 성공시킴. 또한 ‘충무로 최고의 제작자’로 인정받으며 영화계의 다양성에 기여함                        |
| 대통령 표창             | 가수 김창완          | - 1977년 산울림 1집으로 데뷔 후, 모든 세대를 아우르는 노래로 대중들에게 사랑받았으며, 현재는 실력파 연기자로 활동하면서 대중문화예술계의 모범이 되고 있음                                                |
| 국무총리 표창           | 가수 나윤선          | - 1994년 뮤지컬로 데뷔 후, 프랑스에서 재즈를 배워 해외 유수의 언론을 통해 최고의 재즈보컬리스트라는 찬사를 얻음, 또한 2009년 프랑스 문화훈장을 수훈하며 한국 재즈의 수준을 한 단계 이끌어올림            |
| 국무총리 표창           | 가수 2NE1            | - 2009년 Lollipop으로 데뷔하여 한국, 일본에서 큰 사랑을 받고 있다. 파워풀한 힙합과 일렉트로닉 음악으로 실력파 뮤지션의 이미지로 한류를 선도하며 대중문화 발전에 이바지함                                 |
| 국무총리 표창           | 모델 김동수          | - 1979년 데뷔 후, 실력파 모델로 인정받음과 동시에 방송 활동을 활발하게 병행하면서, 국내 모델 출신 스타 1세대이자 성공한 모델의 교과서로 존경받으며 대중문화 발전에 기여함                                |
| 국무총리 표창           | 배우 하정우          | - 2001년 데뷔 이후 활발한 활동과 탁월한 연기력으로 개봉하는 영화가 모두 작품성과 대중성에서 모두 호평을 받으면서 연기력과 스타성을 겸비한 ‘충무로의 대세’로 인정받음                                     |
| 국무총리 표창           | 작곡가 김형석        | - 1989년 인순이 ‘이별연습’작곡으로 데뷔하여, 90년대 ‘한국가요계의 마이더스손’, ‘히트곡 제조기’ 등으로 불리고 있으며, ‘다양한 장르의 히트곡을 배출하며 대중문화예술의 발전에 이바지함                     |
| 국무총리 표창           | 배우 조승우          | - <말아톤>, <타짜> 등의 영화에 출연하며 다양한 캐릭터로 흡인력이 있는 연기를 펼쳐 대중들의 눈길을 끄는 동시에 뮤지컬계에서는 독보적인 티켓파워를 자랑하는 ‘뮤지컬계의 황제’로 군림하고 있음              |
| 국무총리 표창           | 가수 이은하          | - 1972년 데뷔 이후, 허스키한 목소리와 파워풀한 가창력으로 7080년대를 대표하는 최고의 댄스 가수로 각광받으면서 ‘디스코의 여왕’이라는 별명을 얻음                                                          |
| 국무총리 표창           | 코미디언 유재석      | - 1991년 데뷔 이후, 총 16편의 프로그램에 MC로 참여해왔고 대표작인 <무한도전>을 통해 대중들에게 다방면에 능력이 있고 겸손한 예능인으로 인정받으면서 대한민국의 대표MC로 자리매김함                        |
| 문화체육관광부장관 표창 | 가수 샤이니          | - 2008년 ‘누난 너무 예뻐’로 데뷔하여 실력으로 승부하는 아이돌이라는 평가를 받음, 일본 및 유럽에서 왕성하게 활동하며 세계적인 K-POP열풍의 선두주자로 활약함                                               |
| 문화체육관광부장관 표창 | 배우 김수현          | - 2007년 시트콤 <김치 치즈 스마일>로 데뷔하여 <드림하이>, <해를 품은 달>등의 작품에서 우수한 연기력을 보였고, 영화 <도둑들>을 통해 1000만 관객을 동원하면서 차세대를 이끌 배우로 주목받음                |
| 문화체육관광부장관 표창 | 배우 류승룡          | - 2001년 영화 <아는 여자>로 데뷔하여 다수의 드라마와 영화에서 주연에 버금하는 조연으로 대중성과 연기력을 모두 인정받았으며, 앞으로 충무로를 이끌어갈 배우로 기대를 모으고 있음                           |
| 문화체육관광부장관 표창 | 가수 장기하와 얼굴들 | - 2008년 ‘싸구려 커피’로 데뷔하였으며 ‘그렇고 그런사이’, ‘별일 없이 산다’ 등 진지함과 유머를 모두 지니고 있는 밴드로 평가받으며 인디음악을 대중에게 알리는데 기여함                                      |
| 문화체육관광부장관 표창 | 드라마작가 홍자매    | - 2004년 KBS 드라마 공모 당선으로 데뷔, <쾌걸춘향>, <마이걸>, <최고의 사랑>등 인기드라마를 집필하였으며 자타공인 국내 최고의 로맨틱 코미디 작가로 한류 열풍에 이바지함                                   |
| 문화체육관광부장관 표창 | 코미디언 이수근      | - 2003년 KBS 18기 공채 개그맨으로 데뷔하여, 여러 예능프로그램에 출연하며 남녀노소 모두에게 폭넓은 사랑을 받음, 2007년부터 구준히 시상식에서 수상을 하며 예능계를 이끌어갈 차세대 국민 MC로 도약하고 있음 |

### 2013년
5개 부문 28명 수상
| 부문                    | 수상자              | 공적요지 |
| ----------------------- | ------------------- | --- |
| 은관문화훈장            | 가수 조용필         | - '여행을 떠나요','단발머리' 등 국민가요와 함께 2013년 출시한 19집 [Hello]로 전 세대와 소통할 수 있는 음악성을 인정받음                                                                       |
| 은관문화훈장            | 가수 패티 김        | - 1958년 미8군부대로 데뷔하여 '그대 없이는 못살아','서울의 찬가' 등 60~70년대 우리나라 대중음악 시장에 팝이라는 장르를 뿌리내리고 대중음악의 해외 진출에 초석을 마련                          |
| 은관문화훈장            | 배우 안성기         | - 1957년 영화 <황혼열차>로 데뷔하여 <고래사냥>,<투캅스>등 108여 편의 작품 활동으로 대중들에게 국민 배우라는 호칭을 얻었으며, 유니세프 한국위원회 친선대사등 활동                              |
| 은관문화훈장            | 코미디언 구봉서     | - 1945년 태평양 악극단으로 데뷔,<웃으면 복이 와요>등 코미디 프로 및 300여 편의 영화에 출연하면서 코믹영화의 전성기를 열고, 코미디계의 선구자적인 역할을 함                                    |
| 보관문화훈장            | 성우 이혜경         | - 1948년 방송국에 입사하여, 65년간 활발한 성우활동을 통하여 <김삿갓 북한 방랑기>, <똘똘이의 모험>등 작품과 방송프로그램 및 어린이드라마 집필 및 연출 등 각 분야 강사활동                      |
| 보관문화훈장            | 드라마작가 김정수   | - 12년 동안 500회가 넘는 최장수 프로그램인 <전원일기> 등 35년 동안의 꾸준한 집필로 한국드라마의 산증인으로 자리함                                                                             |
| 대통령 표창             | 배우 이정길         | - 1967년 연극<사할린스크의 하늘과 땅>으로 데뷔하여 신뢰감 있는 이미지로 다수의 드라마와 영화를 통해 대중에게 사랑받았으며, 대한사회복지회 후원회장을 역임                                     |
| 대통령 표창             | 연주자 정성조       | - 1995년부터 10여년간 KBS 관현악장단으로 활동. 재즈 색소폰연주자이자 한국 대중음악계의 '거목(巨木)'으로 1988년 우리나라 최초로 실용음악과를 개설                                              |
| 대통령 표창             | 가수 故최헌         | - 1960년 말 미군8군 밴드로 데뷔하여 70년대 그룹 사운드 'He 6', '최헌과 검은 나비' 등을 결성하여 보컬, 기타리스트로 활동                                                                       |
| 대통령 표창             | 연주자 전제덕       | - 국내 유일 재즈 하모티카 연주자로서 타고난 음악적 재능과 시각 장애도 극복, '한국의 투츠 틸레망'으로 불리고 있음                                                                              |
| 대통령 표창             | 배우 선우용녀       | - 1965년 TBC 연기자로 데뷔하여 TV드라마, 영화, 연극 분 아니라 리얼리티 프로그램에서도 활발한 활동을 펼치며 친정엄마와 같은 이미지로 전국민들에게 사랑 받음                                    |
| 대통령 표창             | 영화감독 류승완     | - 2000년 장편 극영화<죽거나 혹은 나쁘거나>로 데뷔,<주먹이운다><부당거래><베를린>등을 연출하였으며, 해외 유수의 영화제에서 수상                                                                |
| 대통령 표창             | 드라마제작자 송병준 | - 그룹에이트의 대표로 <궁>,<환상의 커플>,<미안하다 사랑한다>,<꽃보다 남자>등의 다양한 히트 드라마를 제작, 한류 열풍에 기여                                                                    |
| 국무총리 표창           | 코미디언 최양락     | - 1981년 MBC 문화방송 개그콘테스트로 데뷔하여, <네로25시>,<괜찮아유>등의 인기코너를 만들며 8090년대 우리나라 개그계를 선도                                                                    |
| 국무총리 표창           | 성우 박일           | - 1967년 TBC 방송국 3기, MBC 4기 성우로 데뷔하여 47년 동안 라디오 드라마부터, 외화,애니메이션 등의 더빙까지 대중들에게 익숙하고 정감 가는 목소리 연기자로 활동                                |
| 국무총리 표창           | 배우 김갑수         | - 1977년 극단 현대극장 1기로 오랫동안 정극연기자로 활동, 최근에는 시트콤,연극,영화 등 많은 작품에서 다양한 연기를 선보이며 대중들에게 '연기파 배우'로 인정받음                                |
| 국무총리 표창           | 연주자 배수연       | - 1970년대 이후로 현재까지 패티김,조용필등의 앨범에 편곡 및 드럼연주자로서 음반산업 활성화에 기여했으며, 1986년 아시안게임, 1988 서울올림픽 주제곡에도 참여                                   |
| 국무총리 표창           | 가수 이승환         | - 1989년 데뷔 후 24년 동안 발매한 모든 음반을 본인이 직접 제작하고, 1000회에 가까운 단독 공연을 개최, 공연문화 활성화와 전문화 등을 이끔                                                      |
| 국무총리 표창           | 가수 김목경         | - 블루스 기타리스트이자 싱어송라이터로 다양한 공연과 클럽 등에서 활동. 2003년에는 멤피스의 '빌 스트리트 뮤직 페스티벌' 외에도 노르웨이,일본,인도네시아,마카오 등지의 페스티벌에도 초청        |
| 국무총리 표창           | 코미디언 김지선     | - 1990년 KBS 코미디 탤런트 선발대회로 데뷔하여 <개그콘서트>의 <꽃봉오리 예술단> 코너를 통해 대중들의 많은 사랑을 얻음                                                                         |
| 국무총리 표창           | PD 서수민           | - 1995년 KBS PD로 입사하여 <뮤직뱅크>,<스펀지>등 다양한 예능 프로그램의 연출.특히, <개그콘서트>의 수장으로 한국 코미디의 흐름을 선도                                                          |
| 문화체육관광부장관 표창 | 모델 고은경         | - 1981년 모델로 데뷔하고, 동덕여대 모델학과, 서울예술종합대학의 교수로 재직. 다수의 패션쇼를 기획,체계적인 교육방식을 도입하여 한국을 대표하는 모델들을 배출                                  |
| 문화체육관광부장관 표창 | 코미디언 김준호     | - 1996년 SBS 5기 공채 개그맨으로 데뷔하였으며, KBS<개그콘서트>에서의 활약, 최근에는 방송활동 뿐만 아니라 국내 최초 코미디페스티벌인 '부산국제코미디페스티벌'개최                              |
| 문화체육관광부장관 표창 | 가수 시크릿         | - 2009년 [I wan you back]으로 데뷔하여 '매직','Madonna', '샤이보이', '별빛달빛' 을 연속으로 히트. 일본, 태국 등 해외에 진출하며 한류에 이바지                                                 |
| 문화체육관광부장관 표창 | 배우 신현준         | - 1990 영화 <장군의 아들> 로 데뷔하여, <가문의 위기>, <각시탈> 등 국내 영화, 드라마에서 다양한 캐릭터로 활약. 현재는 작가,교수,예능 프로그램 MC등 다양한 방면에서 활약                        |
| 문화체육관광부장관 표창 | 가수 씨스타         | - 2010년 'Push Push'로 데뷔,'So Cool','나혼자','러빙유' 등 다수의 곡 히트. 뛰어난 가창력과 퍼포먼스로 다수 아이돌 그룹의 롤모델                                                               |
| 문화체육관광부장관 표창 | 가수 이루           | - 댄스 위주의 대중음악시장에서 남성솔로 발라드 가수로서 성공, 특히 K-POP이 아직 진출하지 못한 인도네시아 시장을 최초로 개척                                                                   |
| 문화체육관광부장관 표창 | 배우 장서희         | - 1989년 MBC 19기 공채탤런트로 데뷔. <인어아가씨>를 통해 첫 주연을 맡아 대중들의 사랑을 받았고, 그 후 다수 중국드라마에 출연, '시청률의 여왕'이라는 칭호를 받으며 중국에 한류를 알리는데 기여 |

### 2014년
5개 부문 28명 수상
| 부문                    | 수상자            | 공적요지 |
| ----------------------- | ----------------- | --- |
| 은관문화훈장            | 배우 최불암       | - 47년 연기생활동안 수사반장, 전원일기, 영웅시대 등에 출연하며 대중문화가 발전하는데 기여하였으며 웰컴투코리아시민협의회, 어린이재단, 메세나협회 등 홍보대사로 사회공헌활동함                                            |
| 은관문화훈장            | 드라마작가 박정란 | - <백정의 딸>, <노란 손수건> 등 많은 작품을 통해 가족과 여성의 삶을 그렸으며 실제 호주제 폐지 등 적지 않은 사회적 변화를 이끌어내는 데 기여함                                                                            |
| 은관문화훈장            | 코미디언 송해     | - 55년 데뷔 이후 다양한 장르에서 활동하며 34년 역사의 장수 프로그램인 ‘전국노래자랑’의 진행을 맡으며 국민들과 함께 희로애락을 나누었고 국내 대중음악이 발전하는 계기를 마련함                                            |
| 보관문화훈장            | 배우 최은희       | - 47년 영화계 데뷔하여 300여편 연극출연과 120여편의 영화 출연을 하였으며 66년 안양영화예술학교를 설립하여 후학 발전과 영화사 신필름을 설립하는 등 대한민국 영화산업 발전에 기여함                                        |
| 보관문화훈장            | 가수 명국환       | - 50년대 전후 암울한 시절에 공장 근로자들, 해외교포들을 위하여 찾아가는 공연으로 대중들에게 위로와 희망을 주며 초기 한국대중 음악발전에 기여함                                                                           |
| 보관문화훈장            | 성우 김수일       | - 54년 KBS 공채 성우 1기로 입사하여 방송극, 라디오 드라마, 애니메이션 등 여러 장르에서 성우로서 활발한 활동을 하였으며 다양한 사회공헌 활동을 통해 성우들의 권익보호에 기여함                                            |
| 대통령 표창             | 가수 故김광석     | - 84년 ‘노래를 찾는 사람들’로 데뷔하여 한국 대중음악의 독보적인 전설로서 사후에도 수많은 동료와 선후배들이 그의 음악을 다시 부르며 대중음악의 유산을 이어가고 있음                                                       |
| 대통령 표창             | 모델 이재연       | - 84년 국내 최초 패션쇼 전문 소극장을 개관했으며, 88년 서울올림픽 오프닝 행사를 기획하였고 신인 패션디자이너 그룹을 결성하여 패션쇼를 개최하는 등 패션분야의 발전을 위해 기여함                                          |
| 대통령 표창             | 연주자 이유신     | - 대중음악발전사의 50~60년대와 경제도약기부터 오랜 기간동안 기타 연주만을 고집하며 조용필, 설운도, 나훈아의 주요 작품에서 기타 연주를 하여 기타 문화장인으로 호칭되고 있음                                               |
| 대통령 표창             | 음반제작자 홍승성 | - JYP 설립 지오디, 원더걸스, 비, 박진영 등을 육성하고, 2008년 큐브엔터테인먼트를 설립하여 비스트, 포미닛, 지나 등 최고의 뮤지션들을 발굴해내어 한류와 국내 음악 산업발전에 크게 기여함                                   |
| 대통령 표창             | 프로듀서 김영희   | - ‘나는 가수다’를 통하여 국민에게 감동을 주었으며 국내에서는 음반산업을 활성화시키고 해외에서는 중국내 예능 한류의 신호탄이 되어 새로운 시장을 개척하는 등 대중문화예술발전에 기여함                                     |
| 대통령 표창             | 프로듀서 유영진   | - 94년 데뷔 이후, 아이돌의 시초인 HOT, SES등 이후 소녀시대, 슈퍼주니어, EXO 등의 댄스곡들을 프로듀싱하여 대중음악 발전과 일본, 중국, 유럽, 남미 등 전세계적으로 K-POP의 우수성을 알리는 데 기여함                        |
| 대통령 표창             | 배우 사미자       | - 63년 데뷔 이후 51년간 수많은 작품 활동을 통하여 대중문화예술 발전에 기여함. 또한, 국제환경박람회, 웰컴투코리안 시민협의회 홍보위원 활동 등 적극적인 사회공헌 활동함                                                    |
| 국무총리 표창           | 가수 진미령       | - 75년 데뷔 이후 지속적인 음반발매 등으로 트롯분야가 대중가요의 한축으로 성장할 수 있는 초석이 될 수 있는 장을 마련하고 음악실연자 권리찾기운동을 통해 대중가요 산업환경 개선에 기여함                                   |
| 국무총리 표창           | 배우 이민호       | - 06년 데뷔 이후 다양한 작품 활동과 SNS, 해외 공연 및 각종 홍보대사 활동을 통해 중국, 일본 동아시아권 한류 확산에 크게 기여하며 문화 전달자로 대한민국의 위상 제고에 기여함                                              |
| 국무총리 표창           | 배우 전국환       | - 73년 연극무대에 데뷔해 81년 국립극단에 입단 180여편의 연극에 출연하며 어려웠던 시절 국민들에게 희노애락을 주었으며 방송 및 영화에서 개성있는 연기로 드라마의 완성도를 높이는 기여함                                    |
| 국무총리 표창           | 배우 김수현       | - 드라마 ‘해를 품은 달’과 ‘별에서 온 그대’로 도민준 신드롬을 만드는 등 신한류 열풍을 주도하는데 기여하였고 한국 관광 명예홍보대사로 한국 관광산업을 활성화시키는 데 기여함                                               |
| 국무총리 표창           | 드라마작가 박지은 | - 내조의 여왕, 넝쿨째 굴러온 당신, 별에서 온 그대등의 한류드라마를 집필하였고 본인만의 신선한 소재와 독특한 스토리로 신한류를 창출하는데 기여함                                                                          |
| 국무총리 표창           | 코미디언 신동엽   | - 오디션 프로그램에서 순발력 있는 진행을 통해 ‘불후의 명곡’,‘강심장’등이 한류예능으로 성공하는데 중요한 역할을 하였고 특유의 입담과 재치로 한류예능의 신성장에 기여함                                                    |
| 국무총리 표창           | 프로듀서 정대경   | - 우리나라 최초의 민간소극장인 삼일로 창고극장을 운영하였으며 공연예술사적 가치 계승, 소극장의 정체성 확립 및 기초공연예술의 발전을 위한 각종 정책제언 등을 통해 공연예술 발전에 기여함                                  |
| 국무총리 표창           | 프로듀서 나영석   | - ‘1박 2일’, ‘꽃보다 할배’ 시리즈 등을 통해 신개념 예능 프로그램을 제작하였으며 꽃보다 할배는 퍼스트룩 아웃도어 PPL 통해 미디어 커머스 성공 사례를 제시하는 등 기존 포맷사업의 구조를 바꾸는데 기여함                    |
| 문화체육관광부장관 표창 | 가수 이승기       | - 가수로서 뿐만 아니라 방송드라마에서 개성있는 연기로 한류 열픙을 일으키는 중요한 역할을 수행하였으며 대중들에게 국민 남동생, 국민 청년의 친근한 이미지로 인식되어 공명선거, 복권위원회 홍보대사로 활동함                |
| 문화체육관광부장관 표창 | 가수 EXO          | - EXO는 10인조 다국적 남성 음악 그룹으로 K-pop 탄생 12년 만에 가장 빠른 속도로 높은 음반 판매량을 기록하는 등 새로운 대중음악의 한 장르를 만들어 가고 있으며 중화권 시장 진출의 모델로 제시됨                            |
| 문화체육관광부장관 표창 | 안무가 정진석     | - 96년 프리랜서 안무가로 입문한 후, 젝스키스, 핑클 등 다수의 공연에 참여하여 안무 컨셉 및 프로그램 컨셉 디렉팅으로 K-POP이 대중에게 가까이 다가갈 수 있는 창작적 기능을 제공하여 질적 수준이 높은 공연을 만드는데 기여함 |
| 문화체육관광부장관 표창 | 배우 김보성       | - 많은 액션영화에 출연하며 대한민국 의리의 대표 아이콘으로 불러지고 있으며 영화 “영웅” 출연을 계기로 러시아 영화계와의 인연으로 한국영화를 세계화하는데 적극적으로 활동함                                                |
| 문화체육관광부장관 표창 | 연주자 김재만     | - 기타리스트로서 블랙신드롬을 결성하여 활동하였고, 시나위, 부활, 백두산 등과 함께 한국의 헤비메탈 음악 1세대를 이끌었으며 작곡가, 연주가, 프로듀서, 공연기획자 등으로 활동하며 한국 음악 산업 발전에 기여함              |
| 문화체육관광부장관 표창 | 코미디언 김준현   | - 07년 KBS 공채 개그맨으로 데뷔한 이후, 개그콘서트의 매 코너마다 수많은 유행어로 히트를 함. 다양한 예능 프로그램 활동을 통해 코미디언 장르 발전에 기여함                                                                 |
| 문화체육관광부장관 표창 | 프로듀서 고건혁   | - 독립음반제작사 ‘붕가붕가레코드’를 설립, ‘장기하와 얼굴들’,‘브로콜리 너마저’ 등의 밴드를 발굴하여 인디 음악 발전에 기여함                                                                                               |

### 2015년
5개 부문 29명 수상
| 부문                    | 수상자            | 공적요지 |
| ----------------------- | ----------------- | --- |
| 은관문화훈장            | 배우 이덕화       | - 73년 데뷔하여 ‘사랑과 야망’, ‘한명회’ 등 70여 편의 드라마와 40여 편의 영화에 주연으로 활약하였고 현재까지도 예능 프로그램 등에 왕성한 활동을 이어나며 대한민국의 가장 대표적인 배우                                         |
| 은관문화훈장            | 음반제작자 이성희 | - 음반제작기술자로 활동하여 대한민국 최초 고품질 LP레코드판을 제작해 한국 음반 산업 발전을 이끈 선구자, 음반제작사 ‘성음’을 통해 라이센스음반을 제작 및 보급하며 음악의 대중화에 크게 힘쓰며 대한민국 음악사에 큰 족적을 남김 |
| 은관문화훈장            | 코미디언 故남성남 | - 남철과 콤비를 이뤄 70년대 코미디계를 이끌었으며 ‘왔다리 갔다리’춤으로 웃음을 선사하였고 국민들에게 삶의 애환을 다래주는 즐거움을 전한 이 시대 최고의 코미디언이자 코미디계의 대부                                           |
| 보관문화훈장            | 가수 남일해       | - 59년 데뷔하여 ‘비내리는 부두’, ‘이정표’ 등 1000곡 이상의 음반을 발매하여 왕성한 활동을 이어가고 있으며 대한민국 대중가요발전을 위해 헌신하고 있음                                                                           |
| 보관문화훈장            | 디자이너 노라 노  | - 대한민국 여성의상의 근대화에 앞장서고 패션에 대한 변함없는 열정과 도전으로 오늘까지 데뷔 62년이 지난 오늘까지 활발히 활동하며 후배들에게 큰 귀감이 되며 폐션계의 대모로 불림                                                |
| 보관문화훈장            | 작가 이희우       | - 69년 영화‘여자가 고백할 때’를 통해 입문하여 스크린과 브라운관을 오가는 작가로 활동하였으며 영화‘만종’, 드라마‘형제의 강’, ‘덕이’ 등 대한민국 대중문화사에 뿌리깊은 작품들을 집필한 작가계의 거장                            |
| 대통령 표창             | 배우 전지현       | - 97년 데뷔하여 스크린과 브라운관을 넘나들며 전 세계에 한국을 알리는 글로벌 스타로 평가받음 |
| 대통령 표창             | 가수 이문세       | - 78년 데뷔하여 섬세한 감성으로 주옥같은 곡들을 탄생시켰고 탁월한 라디오 진행을 통해 대중음악진흥에 큰 역할을 수행함 |
| 대통령 표창             | 가수 이용         | - 77년에 데뷔하여 ‘바람이려오’, ‘잊혀진 계절’ 등 수많은 히트곡들을 탄생시키며 전국민적인 사랑을 받음 |
| 대통령 표창             | 성우 이선영       | - 뛰어난 표현력과 연기력으로 라디오 방송의 부흥기를 이끌었으며 활발한 활동을 통해 대한민국 방송 발전에 크게 공헌함 |
| 대통령 표창             | 모델 김광수       | - 대한민국 1세대 남성 모델로서 우리나라 최초의 모델 에이전시를 설립하고 패션잡지를 창간해 한국 모델 및 패션 업계 성장에 앞장섬                                                                                                |
| 대통령 표창             | 영화제작자 정태성 | - 영화 ‘설국열차’, ‘명량’ 등 수많은 작품들의 투자 배급 및 다양한 합작을 통해 영화산업 발전에 기여함 |
| 대통령 표창             | 음반제작자 이호연 | - ‘젝스키스’, ‘핑클’, ‘카라’ 등 K-POP 아이돌 그룹을 기획 및 제작하여 해외 진출을 선도해 한류 확산에 일조함 |
| 국무총리 표창           | 배우 박신혜       | - 안정적인 연기력을 바탕으로 드라마 ‘상속자들’, ‘피노키오’ 등을 통해 한류대세 배우로 자리매김하며 전세계 팬들에게 사랑받음 |
| 국무총리 표창           | 배우 오달수       | - 영화 ‘명량’, ‘암살’, ‘베테랑’ 등 보증된 연기력으로 주‧조연을 넘나들며 천만 영화 시장의 흥행메이커로 자리매김 |
| 국무총리 표창           | 배우 이종석       | - 드라마 ‘너의 목소리가 들려’, ‘피노키오’ 등을 통해 한류 열풍의 주역으로 신한류를 이끄는데 앞장섬 |
| 국무총리 표창           | 뮤지컬배우 최정원 | - 89년 뮤지컬 ‘아가씨와 건달들’로 데뷔하여 ‘시카고’, ‘맘마미아’ 등 수많은 작품에 출연하여 대한민국 뮤지컬 발전과 대중화에 크게 이바지함                                                                                       |
| 국무총리 표창           | 가수 김종국       | - 95년 그룹 ‘터보’로 데뷔하여 ‘패밀 리가 떴다’, ‘런닝맨’ 등 인기 예능을 통해 한류 스타로 떠오르며 새로운 한류 영역을 확장하는데 이바지함                                                                                      |
| 국무총리 표창           | 가수 아이유       | - ‘좋은날’, ‘잔소리’ 등 다수의 히트곡과 더불어 드라마 ‘프로듀사’ 등을 통해 배우로도 활발히 활동하여 한류 스타로 발돋움함 |
| 국무총리 표창           | 가수 JYJ          | - 가수 활동과 더불어 드라마, 뮤지컬, 영화 등 다양한 문화 영역에서 활동하며 전세계적으로 사랑받으며 대표적인 한류 스타로 자리매김함                                                                                            |
| 국무총리 표창           | 코미디언 김학래   | - 80년대 대한민국 코미디 전성기를 이끈 주역으로 지속적인 사회공헌활동을 통해 후배들에게 모범적인 본보기가 됨 |
| 문화체육관광부장관 표창 | 가수 박현빈       | - ‘빠라빠빠’로 데뷔하여 개성있는 창법으로 다수의 노래를 히트시키며 전통가요의 대중화에 일조함 |
| 문화체육관광부장관 표창 | 가수 소찬휘       | - ‘헤어지는 기회’로 데뷔하여 90년대를 대표하는 여성 솔로가수로 복고열풍을 일으키며 제 2의 전성기를 구가함 |
| 문화체육관광부장관 표창 | 가수 걸스데이     | - 가수 활동과 더불어 예능, 드라마 등에서도 다양한 매력을 선보이며 많은 사랑을 받고 있음 |
| 문화체육관광부장관 표창 | 작곡가 조영수     | - 장르를 넘나드는 폭넓은 작곡 활동을 통해 대한민국 대중음악의 지평을 넓히는데 크게 힘씀 |
| 문화체육관광부장관 표창 | 연주자 박영용     | - 수많은 대중 가수들의 음반 녹음 및 공연에 드럼 및 퍼커션 연주자로 참여하며 대한민국 대중가요 발전에 앞장섬 |
| 문화체육관광부장관 표창 | 코미디언 옹알스   | - 누구나 즐길 수 있는 비언어 장치를 통해 세계에 대한민국 코미디를 알리는 큰 역할을 수행함 |
| 문화체육관광부장관 표창 | 안무가 배윤정     | - 여러 한류 가수들의 독창적인 안무를 창작하여 커버댄스를 통해 K-POP의 세계화에 이바지함 |
| 문화체육관광부장관 표창 | 분장스태프 박윤희 | - 드라마, 영화, 공연제작 등 다양한 영역에서 분장 스태프로 활동하며 대중문화예술산업 발전에 크게 기여함 |

### 2016년
5개 부문 30명 수상
| 부문                    | 수상자            | 공적요지 |
| ----------------------- | ----------------- | --- |
| 은관문화훈장            | 배우 김지미       | - 1957년 황혼열차로 데뷔하여 다수의 영화에 출연하였으며, 영화진흥위원회 위원 및 영화인협회 이사장 등을 역임하며 한국영화산업 발전에 적극 기여함                                                                         |
| 은관문화훈장            | 배우 남궁원       | - 1958년 그밤이 다시오면 작품으로 데뷔하여 400여편의 영화에 출연하였고, 한국영화배우협회 회장 등을 역임하며 한국 영화산업발전에 기여함                                                                                  |
| 은관문화훈장            | 코미디언 남보원   | - 1963년 스타탄생 코미디입상으로 데뷔 후, 삶의 애환을 코미디로 승화시켜 대중문화예술의 저변을 확대하였으며 다양한 장르의 희극분야를 창출시키는데 기여함                                                                 |
| 은관문화훈장            | 가수 태진아       | - 국민의 희노애락을 담은 주옥같은 노래로 많은 사랑을 받았으며, 한국 대중음악의 해외 확산을 위해 노력하는 등 민간 문화외교에도 기여함                                                                                    |
| 보관문화훈장            | 작곡가 배상태     | - 돌아가는 삼각지, 안개낀 장충단공원 등 국민의 애환과 사랑을 담은 창작가요 2,000여곡의 작곡을 통해 대중가요를 국민가요로 성장하는데 기여함                                                                              |
| 보관문화훈장            | 방송작가 임충     | - 38년간 TV드라마와 영화, 작곡과 소설 등 대중문화의 전 장르가 발전하는 원천 소재를 창작하였으며, 드라마 장희빈을 통해 사극드라마의 발전에 기여                                                                          |
| 대통령 표창             | 방송작가 김은숙   | - 파리의연인, 시크릿가든, 온에어, 상속자들 등 한류드라마를 집필하여 한류확산에 일익을 담당하였고, 태양의 후예를 통해 재점화하여 타산업의 성장에도 기여함                                                                |
| 대통령 표창             | 가수 보아         | - K-POP한류 1세대로 일본음악 시장에 진출하여 K-POP의 부흥을 이끄는 단초를 만들었고, 아시아뿐만 아니라 북미시장 개척도 활발히 추진하여 한류 확산에 기여함                                                                |
| 대통령 표창             | 배우 송중기       | - 태양의 후예, 늑대소년 등에서 주옥같은 연기로 한류 재확산의 단초를 제공하였고 이를 통해 타 산업인 제조업과의 동반 성장을 이끄는 데 기여함                                                                              |
| 대통령 표창             | 배우 송혜교       | - 태양의 후예, 가을 동화 등 주요 작품에 출연해 주옥같은 연기로 작품의 완성도를 높였으며, 한류 드라마의 성장 및 한류 붐을 이끄는데 기여함                                                                                |
| 대통령 표창             | 코미디언 엄용수   | - 코미디 장르가 국민들에게 사랑 받을 수 있도록 지속적인 활동을 전개하였고, 장르 단체를 설립하여 코미디언의 권익보호 및 지위향상에도 기여함                                                                              |
| 대통령 표창             | 연주자 이정선     | - 기타 연주가 중심이 된 다수의 곡을 만들고 연주하여 대중음악 확산의 촉매제 역할을 하였고, 한국 블루스 음악의 개척자로 불리는 등 대중음악발전에 기여함                                                                   |
| 대통령 표창             | 만화가 이현세     | - 공포의 외인구단에서 주인공의 열정과 젊은이가 지녀야 할 가치를 전달하여 국민적 반향이 컸고, 만화계 대표 아이콘으로 불리며 만화산업발전에 기여함                                                                        |
| 국무총리 표창           | 무술감독 김백수   | - 다양한 장르의 영화, 드라마 등에 대역배우(스턴트맨)로 출연하여 작품의 완성도를 높여, 무술분야가 대중문화예술의 중요한 분야로 자리매김하는데 기여함                                                                     |
| 국무총리 표창           | 가수 샤이니       | - 외국 네티즌이 선정한 최고의 한류 가수로 K-POP의 한류 확산에 기여하였을 뿐만 아니라, 음악, 댄스, 패션 장르를 선도하며 K-POP의 지속적인 성장에 기여함                                                                   |
| 국무총리 표창           | 배우 유아인       | - 드라마, 영화 등에서 혼신을 다한 연기력으로 작품성을 높였고 이는 대중문화예술이 흥행과 성공으로 이어져 관련 산업이 발전하는데 기여함                                                                                   |
| 국무총리 표창           | 작사가 이건우     | - 1980년 작사활동을 시작하여 국내 1,100여개 이상의 곡을 작사한 표현의 마술사로, 애절하고 중독성 있는 노랫말로 국민적 공감을 얻어 대중음악발전에 기여함                                                                  |
| 국무총리 표창           | 배우 이광수       | - 드라마와 영화에 다수 출연하며 연기자 활동과 함께 활발한 예능 활동으로 다양한 영역에서 개성있는 캐릭터로 예능 한류를 이끄는 데 기여함                                                                                  |
| 국무총리 표창           | 배우 조진웅       | - 영화 암살, 군도, 명랑, 끝까지 간다 등에 출연하여 다양한 캐릭터를 소화하며 명품 조연으로 작품의 완성도를 높여 대중문화산업의 발전을 이끄는데 기여함                                                                    |
| 국무총리 표창           | 가수 지드래곤     | - 2006년 빅뱅 멤버로 데뷔한 이래 독창적인 음악성을 나타내는 K-POP분야의 선두주자로, K-POP 확산 등 한류 열풍의 주역으로 한국 대중음악발전에 기여함                                                                       |
| 국무총리 표창           | 배우 황정음       | - 그룹 슈가 멤버로 데뷔해 연기활동을 시작하여 킬미힐미, 운빨로맨스, 그녀는 예뻤다 등에서 주옥같은 연기력으로 작품 완성도를 높여 드라마산업발전에 기여함                                                                 |
| 문화체육관광부장관 표창 | 방송인 김생민     | - 1990년대 당시, ‘한직(閑職)’으로 치부되던 리포터 분야에 첫 발을 내딛은 후, 현재까지 20여 년간 독보적으로 활동함과 동시에 꾸준한 방송활동을 통해 대중문화예술인으로서 리포터의 저변을 넓히고 새로운 패러다임을 제시함   |
| 문화체육관광부장관 표창 | 가수 방탄소년단   | - 가창력과 안무를 겸비한 독창적인 K-POP을 추구하는 아이돌 그룹으로 전세계 한류열풍을 일으키고 있으며 본인들만의 창작능력과 음악성은 K-POP 지속성장의 표본이 되고 있고 아이돌 가수들에게 향후 방향성을 제시하고 있음     |
| 문화체육관광부장관 표창 | 안무가 손성득     | - K-POP 완성도를 높이는 창의적이고 개성있는 안무 퍼포먼스를 기획 제작하여, 대중문화예술산업 발전과 안무 분야의 위상 및 권익신장에 기여함                                                                                |
| 문화체육관광부장관 표창 | 성우 안지환       | - 드라마, 교양, 오락 등 모든 프로그램 장르에서 각각의 특색에 맞는 목소리 구현으로 프로그램의 완성도를 높여 관련 장르 발전에 기여함                                                                                      |
| 문화체육관광부장관 표창 | 뮤지컬배우 옥주현 | - 한국 대중음악사의 최고의 여자 아이돌 그룹으로 손꼽히는 “핑클”로 데뷔하여 뮤지컬배우로서 활동을 병행하며 본인만의 혼신을 다한 연기력과 독창적인 관객 흡입력으로 한류뮤지컬의 지평을 넓히는데 기여함                    |
| 문화체육관광부장관 표창 | 모델 임주완       | - 모델 및 연기자로서의 적극적 활동과 아시아 모델 시상식을 기점으로 국내모델의 우수성을 국내뿐 아니라 아시아 전역에 알리는데 일익을 담당하였고. 또한 후학양성을 위해 모델분야 교수로 적극적인 활동을 함                  |
| 문화체육관광부장관 표창 | 배우 조정석       | - 영화, 드라마, 광고 등 다양한 분야를 넘나들며 전 세대와 소통할 수 있는 연기력으로 작품의 우수성을 높이고 대중문화예술산업 발전에 기여함                                                                                |
| 문화체육관광부장관 표창 | 가수 황치열       | - 중국 내 음악프로그램에서 3번을 우승하여 신 한류열풍을 불러일으킨 가수로 “황쯔리에(黃致列) 신드롬”까지 이어져 K-POP을 확산하는데 기여함                                                                                |
| 문화체육관광부장관 표창 | 촬영감독 박희주   | - 1992년 영화촬영을 시작하여 최근에 이르기까지 다수의 영화 촬영감독으로 활동하며 대중문화예술산업 발전에 기여하였고 은행나무 침대 작품으로 여러 영화제에서 촬영상 수상 등 촬영장르의 중요성을 알리는 선구자적 역할을 함 |

### 2017년
5개 부문 28명 수상
| 부문                    | 수상자                  | 공적요지 |
| ----------------------- | ----------------------- | --- |
| 은관문화훈장            | 가수 남진               | - 50여년간 현재까지 꾸준한 활동과 더불어 전통가요의 맥을 이어 한국 대중문화예술 발전에 기여하였으며, 초대 (사)대한가수협회 회장으로 대중문화예술인 권익 보호에 이바지함 |
| 은관문화훈장            | 배우 박근형             | - KBS공채 탤런트 3기로 드라마에 입문하여 300여 편의 드라마와 영화에 출연하였으며, 훌륭한 연기철학과 혼신을 다한 연기로 후배들에게 귀감이 되는 등 대중문화예술발전에 기여한 바가 큼                                                                                            |
| 은관문화훈장            | 배우 윤여정             | - 1971년 하녀 3부작 중 두 번째 [화녀]로 대종상 신인상, 청룡영화상 여우주연상을 수상하였으며 데뷔 이후 끊임없는 연기 열정으로 국민적 사랑을 받았고 수준 높은 방송과 영화 창작을 통해 대중문화예술산업 발전에 기여하였음                                                        |
| 보관문화훈장            | 영화프로그래머 故김지석 | - 1996년에 대한민국 최초 국제영화제인 부산국제영화제를 창설하여 부산국제영화제를 세계 정상급 영화제이자 아시아를 대표하는 영화제로 육성하였고 한국영화가 세계에 진출할 수 있는 교두보를 마련하여 그 위상을 강화하는데 큰 기여                                                 |
| 보관문화훈장            | 코미디언 이경규         | - 예능프로그램과 다수의 채널에서 다양한 역할로 코미디계의 만능맨 국민 MC로 예능 장르를 한층 발전시키는데 기여함. 90년대 예능(느낌표, 양심 냉장고, 이경규가 간다 등)에 출연하면서 재미뿐만 아니라 공익성을 더하여 새로운 예능프로그램의 지표를 제시하였음                      |
| 보관문화훈장            | 방송작가 이금림         | - 가족애를 주제로 작품성과 상업성을 두루 갖춘 드라마를 다수 집필하여 청소년/가족드라마의 아이콘으로 30여 년간 시청자들에게 감동을 선사하였으며 TV, 라디오 등 방송을 비롯한 콘텐츠 산업 발전에 큰 획을 그었음                                                                  |
| 대통령 표창             | 배우 김상중             | - 선역과 악역을 불문하고 뛰어난 연기력으로 소화하는 배우이자 시사·교양 프로그램의 진행자로서도 크게 활약중으로 대중적 사랑을 받으며 우리 드라마와 영화산업의 발전을 이끌고 있음                                                                                               |
| 대통령 표창             | 가수 바니걸스           | - 쌍둥이 자매로 구성된 바니걸스는 원조 걸그룹으로 1971년 데뷔하여 시대를 앞선 파격적인 패션과 독특한 개성은 물론 독창적인 음악세계를 통해 1970년대 가요계의 발전에 크게 기여하였음                                                                                            |
| 대통령 표창             | 배우 손현주             | - 1989년 연극배우로 데뷔한 이래 편안한 인상과 소탈한 말투로 다수의 드라마와 영화 출연을 통해 탄탄한 연기력을 인정받은 대한민국 대표 배우로 영화와 드라마 발전에 크게 기여함                                                                                                   |
| 대통령 표창             | 성우 양지운             | - [체험 삶의 현장]을 20년 동안 진행하였으며 [생활의 달인]을 현재까지 10년 동안 진행하였고 2008년 국가인권위원회 특별인권홍보대사로 위촉되어 사회공헌에도 기여함. 중후하고 담백한 목소리로 1980년대 외화열풍에 기여한 우리나라의 대표 성우                                     |
| 대통령 표창             | 배우 차승원             | - 패션모델로 데뷔하여 남자 모델계의 전설로 활약하다 배우로 전향하는데 성공한 1세대로 변화무쌍한 캐릭터를 자신만의 색깔로 연기하며 명실상부 대한민국 대표 배우로 자리매김함. 예능‧드라마‧영화 등 장르를 넘나들며 종횡무진 활약하고 있음                                        |
| 대통령 표창             | 작사가 하지영           | - 1983년 조용필의 히트곡 [친구여]로 본격적인 작사가로서의 활동을 시작하였으며 친근한 노랫말을 작사해온 공이 크며, 많은 곡들의 가사들은 해외에서도 많은 호평을 받아 우리나라 가요의 발전에 크게 기여하였음                                                                     |
| 대통령 표창             | 코미디언 김미화         | - 1987년‘쇼 비디오 자키’에서 김한국과 콤비를 이뤄 쓰리랑 부부의 일명‘순악질 여사’라는 캐릭터로 큰 인기를 얻음. 교양, 예능, 라디오 진행자로 활동하고‘99년 개그 콘서트를 기획, 후배 개그맨들의 방송활동 기회제공 등 기여                                                        |
| 국무총리 표창           | 배우 지성               | - 영화와 드라마를 넘나들며 매해 한 작품 이상 출연하며 작품에 대한 열정을 보였고 2015년 MBC 연기대상을 수상하는 등 출연하는 작품마다 연기력을 인정받으며 방송 한류 확대 등 대중문화예술산업 발전에 기여하였음                                                                  |
| 국무총리 표창           | 코미디언 김종석         | - 어린이 전문 프로그램 MC로 개그맨의 활동 저변을 넓혔으며, 웃음 나눔을 통한 예술인의 사회적 책임을 실천하며 대중문화예술의 위상을 높이는데 기여하였음 |
| 국무총리 표창           | 가수 션                 | - 말해줘, 전화번호, A-YO 등 여러 히트곡을 통한 대중음악 발전과 배우자인 연기자 정혜영과 함께 봉사 활동, 기부 등 많은 사회공헌을 통한 공익활동에도 기여함 |
| 국무총리 표창           | 연주자 송홍섭           | - 사랑과 평화, 조용필과 위대한 탄생, 한영애 등의 음반 편곡과 연주자로 활약. 경향신문 선정 한국의 100대 명반 중 11개의 앨범에 참여, 90년대에는 스튜디오를 설립하여 대중음악사에서 중요한 의미를 가진 여러 음반을 제작. 호원대 실용음악과 겸임교수로 후진 양성에도 기여함       |
| 국무총리 표창           | 프로듀서 이응복         | - 대한민국 대표 드라마 PD로 연출하는 드라마 마다 높은 시청률을 기록. 작년에 방영된 [태양의 후예]는 전 세계 32개국 수출되었고 효과가 약 2000억 원에 달함. 드라마 [도깨비]는 방영 내내 화제성 지수, 브랜드 평판지수 순위에서 1위를 놓치지 않고 메가 히트를 기록함               |
| 국무총리 표창           | 성우 장유진             | - 50년이 넘는 세월동안 수백편의 외화 연기를 하며 엘리자베스 테일러, 오드리 햅번, 비비안 리, 그레이스 켈리 등 미녀 배우들의 목소리 연기. 리즈 테일러의 전담 성우로 활약하였으며, FM 음악프로그램의 황금기를 이끄는데 기여함                                                    |
| 국무총리 표창           | 가수 장윤정             | - 현철, 송대관, 태진아, 설운도 등 트로트계의 4대 천왕으로 불리는 가수들을 제치고 대한민국에 [어머나 열풍]을 일으킴. 트로트 음악으로 모든 연령들에게 사랑을 받으며 트로트의 대부흥을 이끔.                                                                                     |
| 국무총리 표창           | 가수 EXO                | - 한국 대중음악계에서 쿼드러플 밀리언셀러, 4년 연속 음악 시상식 ‘대상’ 수상 등 각종 신기록을 수립한 K-POP 최고 인기 그룹으로 전 세계 음악시장에서 K-POP의 위상을 높이는 데 기여함                                                                                             |
| 문화체육관광부장관 표창 | 배우 남궁민             | - 1999년 연예계에 데뷔한 이후 악역이든 코믹한 역이든 관계없이 뛰어난 연기력을 바탕으로 독창적인 캐릭터를 창조하는 등 믿고 보는 배우로 자리매김 하였고 작품의 흥행을 통해 콘텐츠 수출에 기여하는 등 대중문화산업 발전에 기여함                                                 |
| 문화체육관광부장관 표창 | 배우 라미란             | - 특색 있는 얼굴로 주로 조연으로 수많은 영화와 드라마 작품에 출연, [응답하라 1988]에서 쌍문동 아줌마 3인방으로 열연, [국제시장] 등 캐릭터를 맛깔나게 연기해 대중들에게 큰 인기를 끄는 등 뛰어난 연기력과 끊임없는 역할 변신으로 대중문화예술산업 발전에 기여함                |
| 문화체육관광부장관 표창 | 배우 박보검             | - 방송, 영화계가 주목하는 20대 배우의 대표주자이며 [응답하라 1988] 등 출연작품이 역대 최고의압도적인 시청률을 기록하는 등 뛰어난 연기력과 수준높은 작품으로 대중에게 큰 사랑을 받고 있음                                                                                      |
| 문화체육관광부장관 표창 | 배우 박보영             | - 대표적 20대 여배우로 인정받고 있으며,2015년 tvN 드라마 [오 나의 귀신님]이 미국, 일본, 중국 등 8개국 선 판매. 2014년 영화 [피끓는 청춘]이 3개국 선 판매, 2013년 영화 [미확인 동영상]이 8개국 선 판매 등 해외수출에 크게 기여. 적극적인 사회공헌활동으로 공인으로서 귀감이 됨 |
| 문화체육관광부장관 표창 | 모델 이선진             | - 20여년간 현재까지 탑 모델로 그 자리를 매김하고 지속적으로 활동하고 있으며 한국모델협회 이사로 10여년 이상 활동하며 후진 양성과 산업의 발전, 아시아모델 관련 협력과 교류를 통한 상호발전에 기여하는 등 대중문화예술인의 권익보호와 산업발전에 기여함                         |
| 문화체육관광부장관 표창 | 가수 BTOB               | - 7명의 보컬, 7명의 래퍼, 7명의 댄서로 불릴만큼 실력 있는 아이돌로 알려져 있음. 일본에서는 컴백할 때 마다 오리콘 차트 1위를 하는 등 커다란 인기를 끄는 등 우리 음악산업의 발전과 해외진출에 기여하고 있음                                                                     |
| 문화체육관광부장관 표창 | 가수 TWICE              | - 9인조 여자 아이돌 그룹으로 데뷔 2년 만에 국내 음악 시장을 평정하다시피 하였고 해외까지 진출하면서 한류 열풍의 국가대표로 불리는 등 우리 음악산업의 발전에 크게 기여함 |

### 2018년
6개 부문 36명 수상
| 부문                    | 수상자                 | 공적요지 |
| ----------------------- | ---------------------- | --- |
| 은관문화훈장            | 학전 대표 김민기       | - 1970년대 포크음악 싱어송라이터로 아침이슬, 아하 누가 그렇게 등 대표곡을 남겼고, 뮤지컬 ‘지하철 1호선’ 제작과 아동·청소년극 지킴이로도 활동하는 등 대중문화 발전에 기여함.               |
| 은관문화훈장            | 배우 이순재            | - 1956년 데뷔해 영화, 드라마, 연극, 예능 등에서 끊임없는 열정으로 왕성 하게 활동하고 있는 국민배우로 후학 양성에도 심혈을 쏟는 등 우리나라 대중문화 발전에 기여함.                        |
| 은관문화훈장            | 가수 故조동진          | - 자연주의 포크음악의 대부이자 싱어송라이터로 서정적인 노랫말로 대중들에게 사랑을 받았으며 행복한 사람, 제비 꽃 등의 명곡을 남기는 등 대중음악 발전에 기여함.                             |
| 보관문화훈장            | 배우 김영옥            | - 끊임없는 연기 열정으로 거친 듯 속내 깊은 독특한 욕쟁이 할머니 캐릭터로 다양한 연령층의 사랑을 받고 있는 현역 최고령 여배우로 대중문화 발전에 기여함.                                    |
| 보관문화훈장            | 방송작가 김옥영        | - 정제된 언어와 예리한 통찰력으로 100여 편의 다큐멘터리를 집필하여 한국 방송다큐멘터리 발전에 공헌하였으며, 신진작가 양성과 작가 창조력 확장에 기여함.                                    |
| 보관문화훈장            | SBS명예예술단장 김정택 | - 방송과 콘서트 현장에서 최고의 연주 실력으로 사랑을 받았으며, 40년간 300여곡의 대중가요와 뮤지컬 곡을 작사·편곡하는 등 대중음악 발전에 기여함.                                           |
| 화관문화훈장            | 가수 방탄소년단        | - 한류 발전에 새로운 이정표를 세운 세계적 뮤지션으로, 한국 가수 최초로 빌보드 200 차트에 두 개의 앨범이 연이어 1위를 기록하는 등 K-POP의 위상을 드높임.                                   |
| 대통령 표창             | 배우 김남주            | - 도회적 이미지로 다양한 드라마에 출연하며 선과 악의 경계를 넘나드는 강렬한 캐릭터를 완벽하게 소화하며 찬사를 받고 있는 대표 여배우로 한류 발전에 기여함.                                 |
| 대통령 표창             | 모델 김동수            | - 우리나라 패션산업의 해외진출 교류에 교두보 역할을 하였으며, 모델학과 교수로 재임하며 후학 양성에 열의를 쏟는 등 우리나라 패션문화 산업 발전에 기여함.                                   |
| 대통령 표창             | 음향디자이너 故김평호  | - 광고, 방송 분야에서 사물의 독특한 소리를 기발하게 제작해 낸 것으로 유명하며, 대형 국가행사에서 사운드 연출을 담당하는 등 대중문화 예술 발전에 기여함.                                   |
| 대통령 표창             | 가수 심수봉            | - 1978년 데뷔해 40년간 애절한 노래로 다양한 연령층의 사랑을 받고 있는 가수로 끊임없는 노래 열정으로 왕성하게 활동하는 등 대중음악 발전에 기여함.                                          |
| 대통령 표창             | 코미디언 유재석        | - 대한민국 방송계 대표 아이콘으로 연예대상을 14회나 휩쓴 역대 최다 대상 수상자로 오랜 시간 동안 국민MC 라는 수식어로 불리며 한국 방송예능 발전에 기여함.                                  |
| 대통령 표창             | 대중음악가 윤상        | - 작곡가, 가수, 프로듀서로서 서정적인 멜로디와 실험적인 사운드가 결합된 음악활동과 다양한 뮤지션과의 협업, 후학 양성 등을 통해 우리나라 대중음악 발전에 기여함.                           |
| 대통령 표창             | 성우 이경자            | - 풍부한 성량과 뛰어난 연기력으로 마릴린 먼로, 소피아 로렌 등 섹시한 여배우들의 목소리를 전담하며 외화의 품격을 높이는 등 영상 더빙 산업 발전에 기여함.                                   |
| 국무총리 표창           | 가수 강산에            | - 라구요, 넌 할 수 있어, 거꾸로 강을 거슬러 오르는 저 힘 찬 연어들처럼, 명태 등 전 국민적인 애창곡을 발표하며 대한민국 록음악의 대중화에 기여함.                                          |
| 국무총리 표창           | 성우 강희선            | - 애니메이션 짱구 엄마에서부터 여배우 샤론 스톤의 역할 에 이르기까지 팔색조의 목소리 연기를 펼치는 외화 더빙성우로 다양한 활동을 통해 대중문화 발전에 기여함.                             |
| 국무총리 표창           | 코미디언 김숙          | - 각종 예능, 라디오 등에서 독보적인 캐릭터로 활약하며 대중들에게 큰 사랑을 받고 있으며 코미디와 예능 영역의 확장 등 우리나라 방송산업 발전에 기여함.                                      |
| 국무총리 표창           | 배우 故김주혁          | - 영화, 드라마, 예능 등 다방면에서 때로는 부드럽게, 때로는 거친 남성상을 연기하며 대중들의 사랑을 받아온 대한민국 대표 배우로 대중문화 발전에 기여함.                                     |
| 국무총리 표창           | 배우 손예진            | - 청순 미녀의 대명사로 꾸준한 작품 활동 속에서 끊임없는 연기 변신과 폭넓은 연기 스펙트럼으로 충무로를 대표하는 여배우로 자리매김함으로써 한류 발전에 기여함.                              |
| 국무총리 표창           | 배우 이선균            | - 영화, 드라마에서 변화무쌍한 캐릭터를 자신만의 색깔로 섬세하게 연기하며 시청자들에게 따뜻한 위로를 선사하는 대한민국 대표 배우로 우리나라 대중문화 발전에 기여함.                        |
| 국무총리 표창           | 방송인 전현무          | - 아나운서에서 전문 방송인으로 전향한 후 다양한 교양, 예능 프로그램에서 뛰어난 진행능력과 재치 있는 입담으로 프로그램 재미와 가치를 높이는 등 대중문화 발전에 기여함.                     |
| 국무총리 표창           | 가수 최진희            | - 감미로운 멜로디와 서정성 깊은 가사에 폭발적인 가창력을 지닌 대한민국 대표 가수로, 대표곡 ‘사랑의 미로’는 북한에서도 널리 알려지는 등 다양한 음악활동으로 대중음악 발전에 기여함.        |
| 문화체육관광부장관 표창 | 한국분장 대표 강대영   | - 공연예술과 방송분야를 넘나들며 활약해 온 한국 분장예술계의 대부로, 불모지나 다름없던 영상 특수분장 산업의 기틀을 마련하고 후학을 양성하는 등 분장예술분야 발전에 기여함.                |
| 문화체육관광부장관 표창 | 가수 국카스텐          | - 뛰어난 가창력과 압도적인 연주력을 겸비한 실험적인 음악으로 록음악 매니아인 젊은층은 물론 대중들에게 큰 사랑을 받고 있는 록밴드로 한국 대중음악의 다양성 확보에 기여함.                  |
| 문화체육관광부장관 표창 | 뮤지컬 기술감독 김미경 | - 뮤지컬 스태프로 입문하여 33년간 수많은 작품에서 한국 뮤지컬 무대 기술분야 발전에 공헌하였으며, 특히 국내 뮤지컬의 해외공연에서 기술 감독으로 활약하며 공연 산업 발전에 기여함.          |
| 문화체육관광부장관 표창 | 작사가 김이나          | - 2003년 작사가로 활동하기 시작하여 조용필, 아이유, 엑 소 등 세대를 아우르는 뮤지션들의 아름다운 노랫말을 써왔고, 다수 시상식에서 작사가상을 수상한 스타 작사가로 대중음악 발전에 기여함. |
| 문화체육관광부장관 표창 | 배우 김태리            | - 2016년 영화 ‘아가씨’로 데뷔해 영화 ‘1987’, 드라마 ‘미스터 션샤인’ 등을 통해 따뜻함과 카리스마가 공존하는 대체불가 연기력으로 큰 사랑을 받고 있는 여배우로 대중문화 발전에 기여함.       |
| 문화체육관광부장관 표창 | 가수 레드벨벳          | - 세련된 음악과 화려한 퍼포먼스로 새로운 트렌드의 ‘빨간맛’을 크게 히트시키며 대표 걸그룹으로 성장했으며, 멤버들이 배우, MC 등 다양한 분야에서 활발히 활동하며 대중문화 발전에 기여함.     |
| 문화체육관광부장관 표창 | 코미디언 박나래        | - 성별과 나이를 초월하여 다양한 인물을 모사하는 장기를 발휘하며 방송계에서 가장 강력한 인지도를 가진 개그우먼으로 활약하며 코미디, 예능 등 다방면 활동으로 대중문화 발전에 기여함.        |
| 문화체육관광부장관 표창 | 성우 이선              | - 애니메이션 ‘달의 요정 세일러문’, ‘포켓몬스터’ 등에서 열연을 펼쳤으며 우리에게 친숙한 ‘뽀로로’ 목소리 연기로 대중에게 인지도가 높은 성우로 영상산업 발전에 기여함.                       |

### 2019년
5개 부문 28명 수상
| 부문                    | 수상자              | 공적요지 |
| ----------------------- | ------------------- | --- |
| 은관문화훈장            | 가수 양희은         | - <아침이슬>, <상록수> 등 수많은 히트곡을 보유한 대한민국 포크 음악의 대모. 라디오 DJ로도 활발히 활동 중이며, 꾸준하고 다양한 활동으로 대중문화예술 발전에 크게 기여함.           |
| 은관문화훈장            | 배우 김혜자         | - 국민엄마 타이틀을 가지게 된 최초의 여배우이자, 봉사활동으로도 전국민의 귀감이 되는 배우. 끊임없는 연기열정과 변신으로 전국민의 사랑을 받으며 대중문화예술 발전에 크게 기여함.   |
| 보관문화훈장            | 연주자 김홍탁       | - 그룹 ‘키보이스’로 데뷔하여 수많은 히트곡으로 사랑 받은 기타리스트이자 작곡가. 서울재즈아카데미를 설립하여 후진 양성에도 힘쓰며 대중문화예술 발전에 크게 기여함.                 |
| 보관문화훈장            | 방송작가 김운경     | - <한지붕 세가족>, <서울의 달> 등 서민들의 삶을 대변하는 꿈과 희망의 스토리로 많은 사랑을 받은 드라마 작가. 수많은 히트작을 집필하며 대중문화예술 발전에 크게 기여함.             |
| 보관문화훈장            | 공연기획자 이태현   | - 국내 1세대 공연기획자이자 대중음악 공연업계의 전설. 조용필, 나훈아, 서태지, H.O.T, S.E.S, 핑클, 김건모 등 수많은 뮤지션의 공연을 기획·제작하며 대중문화예술 발전에 크게 기여함. |
| 대통령 표창             | 가수 봄여름가을겨울 | - 퓨전재즈, 블루스, 록 등 다양한 장르를 선보이며, 30년 넘게 대중들의 사랑을 받아 온 국민밴드. 대한민국 밴드사에 한 획을 그으며 대중문화예술 발전에 크게 기여함.                   |
| 대통령 표창             | 배우 염정아         | - 미스코리아로 데뷔 후 주연, 조연을 가리지 않고 드라마와 영화계를 종횡무진하며 다양한 연기를 펼치는 여배우. 꾸준하고 활발한 활동으로 대중문화예술 발전에 크게 기여함.             |
| 대통령 표창             | DJ 배철수           | - 록밴드의 멤버로 활동한 음악인이자, 1990년부터 장수 라디오 음악 프로그램 <배철수의 음악캠프>를 진행하고 있는 DJ로 대중문화예술 발전에 크게 기여함.                               |
| 대통령 표창             | 성우 김기현         | - 대중들에게 가장 잘 알려진 성우 겸 배우로서 수많은 영화, 드라마, 애니메이션, 광고에 출연하여 대중들에게 강렬한 인상을 남기며 대중문화예술 발전에 크게 기여함.                    |
| 대통령 표창             | 안무가 서병구       | - 한국 뮤지컬이 불모지였던 시기부터 새롭고 독창적인 안무 연출을 만들어낸 독보적인 안무가로서 뮤지컬 무대예술의 기반을 닦으며 대중문화예술 발전에 크게 기여함.                     |
| 대통령 표창             | 촬영감독 홍경표     | - 매 영화마다 색다른 도전을 아끼지 않는 한국 영화 촬영의 거장으로 영화 <기생충>, <버닝> 등의 독보적인 화면을 담아내는 탁월한 역량으로 대중문화예술 발전에 크게 기여함.            |
| 국무총리 표창           | 가수 김완선         | - 1980~90년대 뛰어난 댄스 실력과 특색 있는 목소리로 최고의 자리에 오른 가수. 현대적 댄스 가수의 원조이며, 최근에도 새로운 시도를 아끼지 않으며 대중문화예술 발전에 크게 기여함.   |
| 국무총리 표창           | 배우 김남길         | - 변화무쌍한 캐릭터를 자신만의 색깔로 섬세하게 연기하여 시청자들에게 웃음과 감동을 선사하는 대한민국 대표 배우로, 다양한 작품활동으로 대중문화예술 발전에 크게 기여함.            |
| 국무총리 표창           | 배우 김서형         | - 작품에 무게감을 주는 특유의 강렬한 연기로 드라마와 영화를 종횡무진으로 넘나들며 활약하고 있는 대한민국 대표 배우로, 다양한 작품활동으로 대중문화예술 발전에 크게 기여함.        |
| 국무총리 표창           | 배우 한지민         | - 변화와 변신을 두려워하지 않으며 작품마다 새로운 도전으로 다채로운 매력을 선보이고 있는 국민 여배우로, 다양한 작품활동으로 대중문화예술 발전에 크게 기여함.                      |
| 국무총리 표창           | 코미디언 송은이     | - 대한민국 방송계를 대표하는 여성 코미디언이자, 진행자이자, 기획자이자, 크리에이터. 특유의 창작력으로 새로운 콘텐츠를 끊임없이 선보이며 대중문화예술 발전에 크게 기여함.          |
| 국무총리 표창           | 성우 이정구         | - 악역에서 개그 연기까지 완벽하게 소화해내며 '국내 더빙판이 원판을 뛰어넘는다'라는 평가를 받는 성우로, 몰입감 있는 목소리 연기로 대중문화예술 발전에 크게 기여함.                 |
| 국무총리 표창           | 연주자 함춘호       | - 수많은 가수들의 앨범과 라이브에 참여한 최정상급 기타리스트. 여러 장르를 넘나들며 30년 이상 꾸준히 활동하면서 대중문화예술 발전에 크게 기여함.                                   |
| 국무총리 표창           | 감독 조현탁         | - 화제의 드라마 <SKY 캐슬>을 연출한 감독. 인간의 내면을 들여다보는 세심한 연출력으로 다양한 작품들을 제작하여 히트시키며 대중문화예술 발전에 크게 기여함.                         |
| 문화체육관광부장관 표창 | 가수 마마무         | - 세련된 음악과 화려한 퍼포먼스로 믿고 듣는 음악을 선보이는 걸그룹으로, 대한민국을 넘어 세계적으로도 활발하게 활동하며 대중문화예술 발전에 크게 기여함.                           |
| 문화체육관광부장관 표창 | 가수 몬스타엑스     | - 부드럽고 강렬한 퍼포먼스로 국내를 넘어 전 세계 팬들의 마음을 사로잡은 보이그룹으로, 국내 활동뿐만 아니라 다양한 글로벌 활동으로 대중문화예술 발전에 크게 기여함.                |
| 문화체육관광부장관 표창 | 가수 송가인         | - 대한민국 트로트의 전성기를 다시 열며 트로트가 장년층의 전유물이 아니라 1020 세대도 함께 즐길 수 있는 콘텐츠라는 공감대를 넓히며 대중문화예술 발전에 기여함.                     |
| 문화체육관광부장관 표창 | 가수 NCT 127        | - 탄탄한 실력과 음악으로 인기를 끌고 있는 K-POP 대표 보이그룹으로, NCT라는 독특한 시스템에 기반한 폭넓은 활동으로 대중문화예술 발전에 크게 기여함.                                |
| 문화체육관광부장관 표창 | 배우 류준열         | - 2015년 단편영화 <소셜포비아> 로 데뷔해 영화, 드라마 등 장르를 불문하고 넘치는 끼와 색깔 있는 연기력으로 큰 사랑을 받고 있는 배우로 대중문화예술 발전에 기여함.                  |
| 문화체육관광부장관 표창 | 배우 이하늬         | - 연기, 연출, 국악까지 다재다능한 능력을 갖춘 여배우로서 영화, 드라마 등 장르를 불문하고 활발하게 활동하며 대중문화예술 발전에 기여함.                                            |
| 문화체육관광부장관 표창 | 배우 정해인         | - 선한 눈매에서 나오는 순수함과 강인함의 이미지를 가진 차세대 주역 배우로, 국내는 물론 해외에서도 큰 사랑을 받으며 대중문화예술 발전에 크게 기여함.                               |
| 문화체육관광부장관 표창 | 배우 진선규         | - 오랜 시간 연극, 뮤지컬, 드라마, 영화 등에서 입지를 다진 연기파 배우. 최근 대세배우로 자리매김하여 출연한 작품의 흥행을 이끌며 대중문화예술 발전에 크게 기여함.                  |
| 문화체육관광부장관 표창 | 안무가 리아킴       | - 1,800만명 이상의 유튜브 구독자를 보유한 세계적인 안무가이자 댄서. SM, JYP 등 굴지의 기획사 소속 아티스트의 안무와 트레이닝을 담당하며 대중문화예술 발전에 크게 기여함.          |

## 같이 보기
- 대한민국의 훈장